# Bajo Baudó
Bajo Baudó é um município da Colômbia, localizado no departamento de Chocó.